# Panamerikamesterskabet i håndbold 2011 (kvinder)
Panamerikamesterskabet i håndbold for kvinder 2011 er det 11. panamerikamesterskab for kvinder gennem tiden, og turneringen med deltagelse af otte hold bliver afviklet i São Bernardo do Campo, Brasilien i perioden 28. juni – 4. juli 2011.
Mesterskabet blev vundet af Brasilien, som i finalen besejrede Argentina med 35-16. Dermed vandt brasilianerne panamerikatitlen for kvinder for syvende gang. Det var endvidere femte gang i træk, at finalen var et opgør mellem netop de to hold. Bronzemedaljerne gik til Cuba, som i bronzekampen vandt 37-27 over Uruguay, og det var Cubas første medalje ved mesterskabet siden 1999.
Ud over titlen som panamerikamester spillede holdene om tre ledige pladser ved VM i håndbold 2011 i Brasilien. VM-pladserne blev besat af de tre bedst placerede hold, når man fraregnede Brasilien, der som værtsland allerede var kvalificeret til VM, dvs. at VM-pladserne gik til Argentina, Cuba og Uruguay.

## Slutrunde

### Hold
Mesterskabet havde deltagelse af otte hold:
- De seks bedst placerede hold ved sidste panamerikamesterskab: Argentina, Brasilien, Chile, Dominikanske Republik, Mexico og Uruguay.
- De to bedst placerede hold ved 1. division-turneringen i 2010: Cuba og Venezuela.

### Indledende runde
De otte hold var inddelt i to grupper, hvor holdene spillede alle-mod-alle. De to bedste hold i hver gruppe gik videre til semifinalerne.

#### Gruppe A
| Dato  | Tid   | Kamp               | Res.  | Pause |
| ----- | ----- | ------------------ | ----- | ----- |
| 28.6. | 16:00 | Chile – Cuba       | 21–40 | 10-19 |
| 28.6. | 20:00 | Brasilien – Mexico | 31–16 | 18-60 |
| 29.6. | 16:00 | Mexico – Chile     | 22–26 | 13-10 |
| 29.6. | 20:00 | Brasilien – Cuba   | 36–21 | 15-10 |
| 30.6. | 16:00 | Mexico – Cuba      | 16–35 | 06-19 |
| 30.6. | 20:00 | Brasilien – Chile  | 37–16 | 18-80 |

| Hold      | Kampe | Mål     | Point |
| --------- | ----- | ------- | ----- |
| Brasilien | 3     | 104-530 | 6     |
| Cuba      | 3     | 96-73   | 4     |
| Chile     | 3     | 63-99   | 2     |
| Mexico    | 3     | 54-92   | 0     |

#### Gruppe B
| Dato  | Tid   | Kamp                    | Res.  | Pause |
| ----- | ----- | ----------------------- | ----- | ----- |
| 28.6. | 14:00 | Domin. Rep. – Venezuela | 36–22 | 18-13 |
| 28.6. | 18:00 | Argentina – Uruguay     | 21–14 | 8-7   |
| 29.6. | 14:00 | Uruguay – Domin. Rep.   | 20–20 | 11-10 |
| 29.6. | 18:00 | Argentina – Venezuela   | 51–22 | 21-10 |
| 30.6. | 14:00 | Uruguay – Venezuela     | 43–27 | 14-12 |
| 30.6. | 18:00 | Argentina – Domin. Rep. | 33–16 | 14-60 |

| Hold          | Kampe | Mål     | Point |
| ------------- | ----- | ------- | ----- |
| Argentina     | 3     | 105-520 | 6     |
| Uruguay       | 3     | 77-68   | 3     |
| Dominik. Rep. | 3     | 72-75   | 3     |
| Venezuela     | 3     | 071-130 | 0     |

### Semifinaler og finaler
Semifinalerne havde deltagelse af de fire hold, der sluttede på første- eller andenpladserne i grupperne i den indledende runde.
| Dato        | Tid   | Kamp                  | Res.  | Pause |
| ----------- | ----- | --------------------- | ----- | ----- |
| Semifinaler |       |                       |       |       |
| 1.7.        | 18:00 | Argentina – Cuba      | 43–41 | 13-13 |
| 1.7.        | 20:00 | Brasilien – Uruguay   | 40–14 | 19-30 |
| Bronzekamp  |       |                       |       |       |
| 2.7.        | 15:00 | Cuba – Uruguay        | 37–27 | 17-13 |
| Finale      |       |                       |       |       |
| 2.7.        | 20:00 | Brasilien – Argentina | 35–16 | 22-50 |

### Placeringskampe
Holdene, der sluttede på tredje- og fjerdepladserne i grupperne i den indledende runde, spillede placeringskampe om 5.- til 8.-pladsen. De to hold, der sluttede på femte- og sjettepladsen kvalificerede sig direkte til det næste panamerikamesterskab i 2013, mens de to øvrige hold "rykkede ned" i 1. division, hvor de i 2012 havde muligheden for at spille om de to ledige pladser ved det næste panamerikamesterskab.
| Dato               | Tid   | Kamp                  | Res.  | Pause |
| ------------------ | ----- | --------------------- | ----- | ----- |
| Kamp om 7.-pladsen |       |                       |       |       |
| 1.7.               | 14:00 | Mexico – Venezuela    | 25–23 | 12-14 |
| Kamp om 5.-pladsen |       |                       |       |       |
| 1.7.               | 16:00 | Chile – Dominik. Rep. | 28–22 | 14-12 |

### Samlet rangering
| Plac.  | Hold              |
| ------ | ----------------- |
| Guld   | Brasilien         |
| Sølv   | Argentina         |
| Bronze | Cuba              |
| 4.     | Uruguay           |
| 5.     | Chile             |
| 6.     | Dominikanske Rep. |
| 7.     | Mexico            |
| 8.     | Venezuela         |